# Joseph von Stubenberg

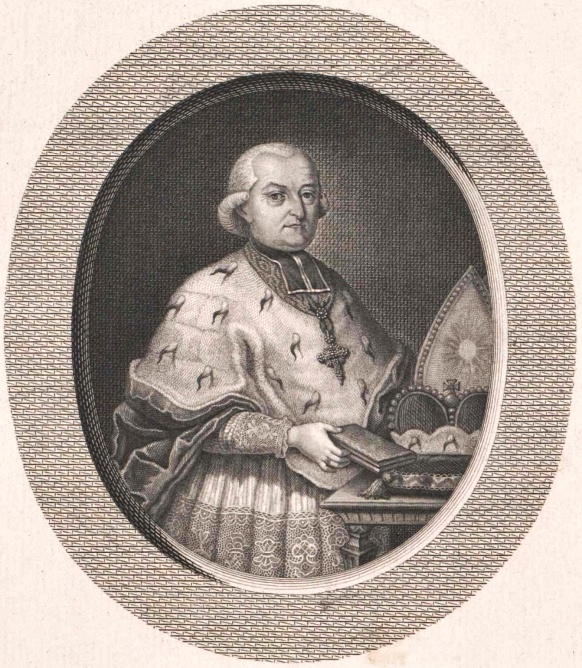
Erzbischof Joseph von Stubenberg

Joseph von Stubenberg, Taler Eichstätt 1796

Joseph Graf von Stubenberg (* 8. November 1740 in Graz; † 29. Januar 1824 in Eichstätt) war von 1791 bis 1802 Fürstbischof des Hochstifts Eichstätt und anschließend bis 1821 Bischof des Bistums Eichstätt. Von 1818 bis 1824 war er auch der erste Erzbischof von Bamberg.

## Leben
Joseph Graf von Stubenberg stammte aus der Adelsfamilie der Herren und Grafen von Stubenberg; sein Vater, Graf Leopold, hatte in zwei Ehen 28 Kinder bekommen. Der Sohn aus erster Ehe mit Anna Barbara Gräfin Strassoldo, studierte in Graz, Salzburg und zuletzt in Rom, wo er die philosophische Doktorwürde erlangte. Das erste Messopfer hielt er in der von seinen Ahnen erbauten Kirche in Guttenberg am 11. Juni 1764. Durch Vermittlung seines Onkels, des Eichstätter Bischofs Raymund Anton Graf von Strassoldo gelangte er bald zu einer Dompfründe in Regensburg und war dort Propst des Stiftes Sankt Johann. Später kam er an das Domkapitel Eichstätt.
1790 wurde er zum Fürstbischof von Eichstätt gewählt. Die Kriegsjahre 1792–1794, 1796 und 1800 trafen auch sein Hochstift. Im Jahr 1800 war durch Kurbaiern die Universität Ingolstadt nach Landshut verlegt worden, ohne Rücksicht auf die seit Gründung im Jahr 1472 stets gewahrten Diözesan- und Kanzleirechte des Eichstätter Bischofs. Er musste dann erleben, dass am 30. August 1802 bayerische Truppen in Eichstätt einrückten. Sein Hochstift Eichstätt wurde am 27. November 1802 säkularisiert, er blieb aber Bischof des Bistums Eichstätt.
Die Stadt Eichstätt wurde in der Folge Teil des Kurfürstentums Salzburg, andere Teile des Hochstifts kamen zu Bayern. Der Friede von Pressburg 1805 hatte wiederum zur Folge, dass das Kurfürstentum unter Kurfürst Ferdinand zum Kaisertum Österreich kam. Eichstätt fiel dabei im Dezember 1805 in Gänze an Bayern. Nachdem die Residenz Eichstätt an die bayerischen Könige als neue Landesherren gefallen war, wurde die Bischofsresidenz in den ehemaligen Domherrenhof Schönborn verlegt, das heutige Bischöfliche Palais Eichstätt.
Bei der Neueinteilung der kirchlichen Sprengel nach der Säkularisation 1818 wurde er erster Erzbischof von Bamberg und zugleich zum Apostolischen Administrator von Eichstätt ernannt. Den nach dem bayerischen Religionsedikt vom 26. Mai 1818 zu leistenden Verfassungseid verweigerte er zunächst und leistete ihn später mit dem Zusatz „daß er ihn zu nichts verpflichte, was gegen die Lehren und Gesetze der katholischen Kirche sei“. 1821 erhielt er durch den päpstlichen Nuntius Franz Serra de Cassano in München das Pallium als Erzbischof von Bamberg und Administrator des Bistums Eichstätt. Das ihm verliehene Erzbistum Bamberg hat er allerdings aufgrund seines hohen Alters nie bereist. Er starb am 29. Januar 1824 in Eichstätt.